# Episodi di Star Trek: Discovery (seconda stagione)
La seconda stagione della serie televisiva Star Trek: Discovery, composta da 14 episodi, è stata pubblicata settimanalmente dal servizio di video on demand CBS All Access dal 17 gennaio 2019.
In Italia gli episodi della stagione sono stati pubblicati su Netflix con doppiaggio italiano il giorno dopo la messa in onda statunitense.
| nº | Titolo originale              | Titolo italiano                      | Pubblicazione USA | Pubblicazione Italia |
| -- | ----------------------------- | ------------------------------------ | ----------------- | -------------------- |
| 1  | Brother                       | Fratello                             | 17 gennaio 2019   | 18 gennaio 2019      |
| 2  | New Eden                      | Nuovo Eden                           | 24 gennaio 2019   | 25 gennaio 2019      |
| 3  | Point of Light                | Punto di luce                        | 31 gennaio 2019   | 1 febbraio 2019      |
| 4  | An Obol for Charon            | Un obolo per Caronte                 | 7 febbraio 2019   | 8 febbraio 2019      |
| 5  | Saints of Imperfection        | Santi dell'imperfezione              | 14 febbraio 2019  | 15 febbraio 2019     |
| 6  | The Sounds of Thunder         | Rombo di tuono                       | 21 febbraio 2019  | 22 febbraio 2019     |
| 7  | Light and Shadows             | Luce e tenebre                       | 28 febbraio 2019  | 1 marzo 2019         |
| 8  | If Memory Serves              | Se ben ricordo                       | 7 marzo 2019      | 8 marzo 2019         |
| 9  | Project Daedalus              | Progetto Daedalus                    | 14 marzo 2019     | 15 marzo 2019        |
| 10 | The Red Angel                 | L'Angelo Rosso                       | 21 marzo 2019     | 22 marzo 2019        |
| 11 | Perpetual Infinity            | Perpetua infinità                    | 28 marzo 2019     | 29 marzo 2019        |
| 12 | Through the Valley of Shadows | Attraverso la valle delle tenebre    | 4 aprile 2019     | 5 aprile 2019        |
| 13 | Such Sweet Sorrow: Part 1     | Un dolore così dolce (prima parte)   | 11 aprile 2019    | 12 aprile 2019       |
| 14 | Such Sweet Sorrow, Part 2     | Un dolore così dolce (seconda parte) | 18 aprile 2019    | 19 aprile 2019       |

## Fratello
- Titolo originale: Brother
- Diretto da: Alex Kurtzman[6]
- Scritto da: Ted Sullivan, Gretchen J. Berg e Aaron Harberts

### Trama
In rotta verso il pianeta Vulcano per prendere a bordo il nuovo capitano, in seguito al tradimento di Gabriel Lorca durante la guerra Federazione-Klingon, la USS Discovery riceve una chiamata di soccorso dalla USS Enterprise. In stato di emergenza, il capitano Christopher Pike prende il comando della Discovery e spiega che l'Enterprise stava indagando su sette segnali misteriosi, quando venne danneggiata gravemente. Tutti i segnali sono scomparsi, tranne uno, il quale scompare a sua volta quando la Discovery vi si avvicina per investigare. Si scopre così il relitto della USS Hiawatha – scomparsa durante la guerra – su un asteroide fatto di materia non barionica, al cui interno ritrovano l'ingegnere Jet Reno che si è presa cura degli ultimi sopravvissuti dell'equipaggio. Tutti vengono trasportati sulla Discovery mentre il comandante Michael Burnham ha una visione di una figura rossa dalla sagoma angelica. In seguito, visita l'Enterprise danneggiata per indagare nella cabina del fratello adottivo Spock, che in precedenza aveva preso un congedo per un'indagine personale. Lì scopre che lui aveva avuto degli incubi relativi ai sette segnali.

## Nuovo Eden
- Titolo originale: New Eden
- Diretto da: Jonathan Frakes
- Scritto da: Akiva Goldsman, Vaun Wilmott e Sean Cochran

### Trama
La USS Discovery intraprende un viaggio nel quadrante Beta, da dove provengono i segnali misteriosi. Arrivati sul punto da cui arriva uno dei segnali, trovano un pianeta abitabile simile alla Terra da cui parte un altro segnale, di soccorso, risalente a duecento anni prima. Investigando a terra, scoprono che il segnale proviene da una chiesa appartenente ad una comunità umana, a livello preindustriale. Di conseguenza, per via della Prima Direttiva non possono entrare in contatto con tale comunità, poiché non ha ancora sviluppato la tecnologia di curvatura. Pike, Burnham e Owosekun scoprono che gli antenati di quella comunità erano stati in qualche modo trasportati su quel pianeta dalla Terra, durante la terza guerra mondiale. I tre cercano di capire come ciò sia stato possibile, cercando di non farsi scoprire dagli abitanti del luogo, investigando nel luogo d'origine del segnale, un edificio religioso il cui culto è composto da diverse religioni terrestri tra cui Cristianesimo, Islam e Buddismo. Tra le persone presenti nella chiesa vi è un uomo che li rinchiude nei sotterranei, poiché capisce che i tre provengono dallo spazio. Alla fine, Pike riesce a far tornare tutti e tre sulla Discovery mentre la nave salva il pianeta dalla caduta catastrofica di meteoriti. Successivamente Pike, convinto da Burnham, torna alla chiesa, dove lascia una batteria a lunga durata all'uomo che li aveva rinchiusi in cambio di una telecamera dell'elmetto di un soldato che era presente durante il trasporto dalla Terra. Dal filmato della telecamera si vede un "angelo" (simile a quello visto da Burnham) un attimo prima del trasporto. Nel frattempo, a bordo della Discovery Tilly inizia ad avere delle allucinazioni circa una sua vecchia compagna di classe delle medie.

## Punto di luce
- Titolo originale: Point of Light
- Diretto da: Olatunde Osunsanmi
- Scritto da: Andrew Colville

### Trama
Amanda Grayson, madre di Spock e Michael, visita la Discovery con una copia delle cartelle cliniche di Spock che ha rubato dall'unità psichiatrica. Dopo aver scoperto che Spock è fuggito dall'unità ed è ricercato per l'omicidio di tre medici, Pike ordina a Burnham di decifrare i file. Grayson riconosce in uno dei documenti un disegno dell'Angelo Rosso, che Spock aveva disegnato da bambino. Burnham in seguito dice ad Amanda che si sente in colpa per aver ferito Spock al fine di proteggerlo dagli estremisti della Logica di Vulcano. Su Qo'noS, nel frattempo, il leader della Casata di Kol minaccia di uccidere Tyler e L'Rell per avere avuto segretamente un figlio, ma viene ucciso a sua volta dopo l'intervento di Philippa Georgiou, che ora è un agente della Sezione 31 (una divisione non convenzionale dei servizi segreti della Federazione). Con un trucco per consolidare il proprio potere di Cancelliere, L'Rell convince l'Alto Consiglio Klingon che Tyler e il bambino sono morti, mentre Georgiou consegna il bambino in un monastero di clausura klingon e recluta Tyler nella Sezione 31. Burnham si rende conto che un parassita sta crescendo dentro Tilly e che esso è la causa delle sue allucinazioni. Stamets infine usa la materia oscura per estrarre il parassita e catturarlo.

## Un obolo per Caronte
- Titolo originale: An Obol for Charon
- Diretto da: Lee Rose
- Scritto da: Jordon Nardino, Gretchen J. Berg, Aaron Harberts, Alan McElroy e Andrew Colville

### Trama
Una sfera vivente, intelligente, di dimensioni planetoidi, fa uscire la Discovery dal tunnel di curvatura e la immobilizza. L'equipaggio suppone che la Sfera sia ben intenzionata e abbia raccolto enormi quantità di dati da tutta la galassia e che non vuole siano perdute con la sua morte. Tuttavia, la presa della Sfera sulla Discovery innesca il Vahar'ai nel comandante Saru, una condizione fatale per la sua specie. La Sfera trasmette le sue informazioni al computer della Discovery e poi muore, rilasciando la Discovery in modo che possa sfuggire alla successiva esplosione. Saru chiede a Burnham di aiutarlo a prepararsi per la sua morte, rimuovendo i suoi gangli. Tuttavia, essi cadono da soli e lasciano Saru in buona salute e senza la paura costante per la sua vita, tipica della sua specie. Nel frattempo, il parassita si lega nuovamente a Tilly, accedendo ancora una volta ai suoi ricordi per comunicare tramite un'allucinazione di May. Il parassita afferma che la Discovery ha quasi distrutto il suo ecosistema utilizzando la rete miceliare della sua specie per saltare nello spazio con il motore a spore di Stamets.

## Santi dell'imperfezione
- Titolo originale: Saints of Imperfection
- Diretto da: David Barrett
- Scritto da: Kirsten Beyer

### Trama
Stamets e Burnham scoprono che Tilly è stata catturata nella rete miceliare. Quest'ultima si risveglia nel luogo d'origine del parassita, che vuole essere aiutata a fermare un "mostro" che sta devastando il loro mondo. La Discovery trova, nel frattempo, la navetta che Spock ha usato per fuggire dall'unità psichiatrica, ma a bordo vi trovano invece Georgiou. Il capitano Leland, della Sezione 31, assegna Tyler alla Discovery come ufficiale di collegamento, per garantire che la Discovery non interferisca con le indagini su Spock. La Discovery effettua un mezzo salto nella rete miceliare per dare a Stamets e Burnham un brevissimo lasso di tempo per trovare Tilly prima che la rete di spore consumi tutta la nave. I due scoprono che il "mostro" è il fidanzato di Stamets, Hugh Culber, l'ex ufficiale medico della Discovery, che era stato ucciso da Voq durante la guerra. Stamets era collegato alla rete quando Culber morì, permettendo alla sua energia vitale di essere ricreata dalle spore. Burnham convince il parassita a riportare Culber sulla Discovery, per ricostruire il corpo di Culber nello stesso modo in cui era stata prelevata Tilly, poiché il dottore non può abbandonare il mondo delle spore.

## Rombo di tuono
- Titolo originale: The Sounds of Thunder
- Diretto da: Douglas Aarniokoski
- Scritto da: Bo Yeon Kim e Erika Lippoldt

### Trama
Un altro dei misteriosi segnali porta la Discovery sul pianeta natale di Saru, Kaminar, dove i predatori dei Kelpiani, i Ba'ul, chiedono al capitano Pike di consegnare Saru stesso, in quanto la Flotta Stellare ha accettato di non interferire nel conflitto tra le due specie. Pike si rifiuta, ma Saru si consegna ai Ba'ul per evitare l'inevitabile scontro nell'orbita di Kaminar. Tilly lavora con il tenente comandante Airiam, potenziata bio-tecnologicamente, per vagliare le informazioni della Sfera su Kaminar: apprendono quindi che i Kelpiani, prima del Vahar'al, erano la specie dominante di Kaminar e quasi estinsero i Ba'ul. Quest'ultimi, sopravvissuti solo grazie alla loro tecnologia superiore, iniziarono a sterminare sistematicamente i Kelpiani prima che questi perdessero i loro gangli e la paura per la propria vita, cosa che avrebbe rivelato la loro natura predatrice. Pike usa la tecnologia dei Ba'ul per innescare il Vahar'al in tutti i Kelpiani, sperando che le due specie possano in seguito cooperare per una soluzione pacifica, salvando così la vita a Saru e alla sorella, la sacerdotessa Siranna. I Ba'ul reagiscono alle azioni della Flotta Stellare tentando di commettere un genocidio, ma vengono fermati dall'Angelo Rosso che Saru identifica come un umanoide con una tuta spaziale molto avanzata.

## Luce e tenebre
- Titolo originale: Light and Shadows
- Diretto da: Marta Cunningham
- Scritto da: Ted Sullivan e Vaun Wilmott

### Trama
La Discovery scopre un'anomalia temporale durante la ricerca del segnale dell'Angelo Rosso su Kaminar. Pike e Tyler indagano sull'anomalia a bordo di una navetta, inviando una sonda al suo interno. Presto vengono attaccati da quella stessa sonda, risucchiata nell'anomalia e tornata aggiornata con tecnologia del futuro, che usa il sistema informatico della loro navetta per infettare segretamente Airiam. I due riescono a distruggerlo con l'aiuto di Stamets, il quale, grazie alla sua esposizione alla rete miceliare, riesce a ignorare le discrepanze temporali nell'anomalia. Nel frattempo, Burnham visita Vulcano per cercare Spock: parlando con Amanda Grayson scopre che Spock era affetto da L'tak Terai (dislessia vulcaniana) e lo trova sotto shock, nascosto in una grotta mentre ripete continuamente varie frasi senza senso e una serie di numeri. Suo padre, Sarek, ordina a Burnham di fidarsi della Flotta Stellare e portare Spock alla Sezione 31 per farsi aiutare a guarirlo. I medici della Sezione 31 affermano che possono aiutarlo, ma Georgiou la avverte che Spock non sopravviverà all'estrattore di memoria che intendono eseguire su di lui. Georgiou disattiva le telecamere di sicurezza e suggerisce a Burnham di attaccarla, mettendo in scena una lotta che permetta a Burnham e Spock di fuggire.

## Se ben ricordo
- Titolo originale: If Memory Serves
- Diretto da: T. J. Scott
- Scritto da: Dan Dworkin e Jay Beattie

### Trama
Qualche tempo prima degli avvenimenti della Discovery, l'Enterprise visitò Talos IV, dove Pike e Spock incontrarono i Talosiani, esseri in grado di creare potenti illusioni. Pike si innamorò di Vina, figlia di scienziati della Flotta Stellare naufragati sul pianeta, rimasta ferita e curata dai Talosiani. Infine la donna non fu in grado di lasciare il pianeta e lì rimase, immersa nella realtà creata dai Talosiani, mentre Pike scelse di tornare sull'Enterprise. La Flotta Stellare in seguito vietò l'accesso a Talos IV.
Ora, Burnham e Spock si recano in segreto su Talos IV, dove i Talosiani riescono a guarire la mente di Spock, ma chiedono in pagamento i ricordi di Burnham, in particolare quelli inerenti ai rapporti con Spock. Quest'ultimo rivela di essere stato unito mentalmente con l'Angelo Rosso, un viaggiatore del tempo che cerca di evitare una catastrofe galattica nel futuro. Stamets tenta di riavvicinarsi a Culber, il quale sta attraversando una crisi di identità. Culber ha un diverbio con Tyler, rendendosi poi conto che pure lui sta attraversando una crisi simile. La Discovery giunge su Talos IV e prende a bordo Spock e Burnham dopo che i Talosiani hanno contattato telepaticamente Pike tramite Vina. I Talosiani riescono ad illudere Leland di aver catturato Spock e Burnham, consentendo alla Discovery e il suo equipaggio di fuggire, diventando disertori per la Flotta Stellare.
- Guest star: Melissa George (Vina)[7]

## Progetto Daedalus
- Titolo originale: Project Daedalus
- Diretto da: Jonathan Frakes
- Scritto da: Michelle Paradise

### Trama
L'ammiraglio Cornwell si unisce segretamente alla Discovery per interrogare Spock e mostra un video che lo ritrae mentre uccide tre persone per evadere dalla clinica psichiatrica. Saru scopre che la Sezione 31 ha falsificato il filmato usando un ologramma di Spock, e Cornwell dirige la Discovery verso la sede centrale della Sezione 31, dove viene custodita l'intelligenza artificiale che controlla tutta la Flotta Stellare, denominata "Controllo". Questa IA ha truccato il video ed è dietro al complotto della Sezione 31 per catturare Spock. Burnham, con l'addetta alla sicurezza, Nahn, ed Airiam entrano nel quartier generale della Sezione 31, dove trovano tutto il personale morto, in quanto l'intelligenza artificiale aveva disattivato i sistemi di supporto vitale. Airiam ha il compito di riavviare l'IA, ma il virus che l'ha infettata è lo stesso Controllo, che tenta di caricarsi tutta la conoscenza della Sfera per poter completare la propria evoluzione. Airiam, controllata da Controllo, chiede di essere espulsa nello spazio prima che l'IA acquisisca la conoscenza che desidera, e Nahn lo fa prima che sia troppo tardi. Sotto lo sguardo disperato di Burnham e di tutta la Discovery, Airiam muore rivivendo il suo ricordo preferito di quando era col marito prima che fosse tecnologicamente aumentata, a seguito di un incidente in cui l'uomo aveva perso la vita.

## L'Angelo Rosso
- Titolo originale: The Red Angel
- Diretto da: Hanelle M. Culpepper
- Scritto da: Chris Silvestri e Anthony Maranville

### Trama
Dopo il funerale del comandante Airiam, la USS Discovery incontra nuovamente il capitano Leland e Georgiou, che rivelano le loro informazioni sull’Angelo Rosso. Quando il guardiamarina Sylvia Tilly scopre che nella memoria tecnologicamente potenziata di Airiam è stato nascosto un file contenente una scansione biologica con un’indicazione precisa dell’identità dell’Angelo Rosso, viene preparata una trappola per catturarlo. Leland rivela che vent'anni prima la Sezione 31, con i genitori di Burnham, avevano creato la tuta per viaggiare nel tempo, sfruttando le conoscenze dei Klingon, e che a causa di uno sbaglio di Leland, i genitori di Burnham erano stati uccisi. La trappola che viene creata per catturare l'Angelo Rosso prevede lo sfruttamento di deuterio, presente sul pianeta Essof IV, e l'abbandono alla morte per asfissia di Brunham. Come previsto, l'Angelo Rosso appare per salvare Burnham e l'astronave di Leland chiude il wormhole per impedire all'Angelo di tornare nel futuro. L'episodio finisce con l'Angelo catturato nella trappola e riconosciuto da Burnham come sua madre.

## Perpetua infinità
- Titolo originale: Perpetual Infinity
- Diretto da: Maja Vrvilo
- Scritto da: Alan McElroy e Brandon Schultz

### Trama
Quando il laboratorio della famiglia Burnham fu attaccato dai Klingon anni prima, la madre di Michael indossò la tuta da viaggio del tempo per tornare indietro di un'ora per avvertirli dell'attacco. Tuttavia, arrivò 950 anni nel futuro per scoprire che tutta la vita senziente della Galassia era stata distrutta da Controllo. Trovò però un pianeta scampato al disastro, Terralysium: qui la dottoressa Burnham si è "ancorata" e ha fatto oltre 840 tentativi di cambiare il futuro, addirittura spostando anche alcuni abitanti della Terra del 21º secolo su Terralysium per cercare di cambiare la storia, senza però riuscirvi. Ha cercato in tutti i modi di impedire a Controllo di acquisire tutto lo scibile universale contenuto nella Sfera. L'equipaggio della Discovery cerca quindi di caricare tutti i dati della Sfera nella tuta della dottoressa Burnham ed inviarla nel futuro, dove Controllo non può raggiungerli, cercando contemporaneamente di tenere la dottoressa Burnham nel presente. Leland, posseduto da Controllo, intercetta il caricamento dei dati, mentre Georgiou e Tyler combattono contro di lui. Tyler viene ferito gravemente ma riesce lo stesso ad avvertire la Discovery che Leland è stato corrotto. L'equipaggio è costretto ad interrompere l'upload e non riesce a trattenere nel presente né la dottoressa Burnham né la tuta, richiamate dall'"ancora" sul Terralysium del futuro. Leland inoltre riesce a fuggire con metà dei dati della Sfera.

## Attraverso la valle delle tenebre
- Titolo originale: Through the Valley of Shadows
- Diretto da: Douglas Aarniokoski
- Scritto da: Bo Yeon Kim ed Erika Lippoldt

### Trama
Un nuovo segnale dell'Angelo Rosso appare sopra Boreth, un luogo sacro per i Klingon, dove si trova un monastero klingon, votato alla custodia dei cristalli del tempo, necessari per far funzionare la tuta per viaggiare nel tempo. Al momento della loro separazione, Tyler e L'Rell avevano lasciato il loro bambino alla cura dei monaci di Boreth. Pike va al monastero per cercare di recuperare un cristallo del tempo e scopre che il figlio di Tyler e L'Rell ora è diventato un adulto di nome Tenavik. Quest'ultimo spiega che la vita su Boreth è influenzata dai cristalli e che se Pike decide di prenderne uno, non sarà più in grado di cambiare il futuro che il cristallo gli mostrerà. Pike accetta questo destino per servire il bene superiore e prende uno dei cristalli: immediatamente vede un futuro in cui viene gravemente ferito, rimanendo permanentemente invalido. Nel frattempo, Burnham e Spock investigano su una nave della Sezione 31 che ha fatto il check-in dieci minuti più tardi del solito e trovano tutti i membri dell'equipaggio morti tranne uno, Kamran Gant, un vecchio collega di Burnham. Si scopre poi che Gant è controllato da Controllo stesso, il quale tenta di entrare in possesso anche di Burnham. Spock riesce a fermare Gant e con Burnham fuggono sulla Discovery, ma la flotta della Sezione 31 riesce a circondare la nave. Pike decide di far evacuare l'equipaggio della Discovery verso l'Enterprise, giunta in soccorso, e quindi avviare l'autodistruzione per distruggere tutti i dati della Sfera.

## Un dolore così dolce (prima parte)
- Titolo originale: Such Sweet Sorrow, Part 1
- Diretto da: Olatunde Osunsanmi
- Scritto da: Michelle Paradise, Jenny Lumet e Alex Kurtzman

### Trama
L'equipaggio della Discovery si trasferisce sull'Enterprise e, da lì, avviano l'autodistruzione della prima, ma i dati della Sfera prendono il controllo dei sistemi della nave ed impediscono l'autodistruzione attivando poi gli scudi per proteggersi dai siluri. Burnham propone di usare il cristallo del tempo per portare la Discovery nel futuro, in cui Controllo non può raggiungerla, indossando una copia della tuta di sua madre per guidare la nave. Pike accetta e riprende il comando dell'Enterprise. All'improvviso appare un nuovo segnale, che porta le due navi sul pianeta Xahea, governato dall'amica di Tilly, la regina Me Hani Ika Hali Ka Po. Scienziata geniale, Po aiuta Stamets, Tilly e Reno a preparare la tuta e il cristallo del tempo per il viaggio. Alcuni membri dell'equipaggio della Discovery scelgono di restare con Burnham, così come Georgiou, con Saru che viene nominato capitano della nave al posto di Pike. Mentre la flotta della Sezione 31 arriva, Discovery ed Enterprise si preparano per la battaglia mentre la tuta e il cristallo del tempo vengono assemblati nella sezione ingegneria della prima.
- Altri interpreti: Yadira Guevara-Prip (Me Hani Ika Hali Ka Po)

## Un dolore così dolce (seconda parte)
- Titolo originale: Such Sweet Sorrow, Part 2
- Diretto da: Olatunde Osunsanmi
- Scritto da: Michelle Paradise, Jenny Lumet e Alex Kurtzman

### Trama
Tyler riesce a convincere L'Rell ad intervenire in aiuto della Discovery e dell'Enterprise ed anche Siranna arriva con delle navicelle da Kaminar, dopo aver ricevuto un messaggio di addio da Saru. Negli scontri, Stamets viene gravemente ferito e viene curato da Culber, che comprende di essere ancora legato all'ex fidanzato. Nel frattempo, un siluro fotonico penetra nell'Enterprise senza esplodere immediatamente. Pike e Cornwell tentano di espellere il siluro ma non vi riescono, così Cornwell si sacrifica per salvare l'astronave, sigillando l'area circostante per impedire che l'esplosione del siluro coinvolga tutto il vascello. Leland si teletrasporta sulla Discovery per impossessarsi dei dati, ma Georgiou riesce ad attirarlo nella sezione ingegneria, dove lo intrappola e lo uccide magnetizzando i nanorobot all'interno del suo corpo. Burnham comprende che i vari segnali erano stati inviati per giungere a quel determinato momento e fermare Controllo: indossata la tuta, viaggia così verso il passato attivando i cinque segnali su cui aveva indagato la Discovery. Quindi ne stabilisce un sesto per guidare la Discovery nel wormhole e promette a Spock di inviarne un settimo per avvisarlo che il viaggio sia andato a buon fine. Ucciso Leland, la battaglia termina e le astronavi di Controllo diventano inattive. Nelle indagini della Flotta Stellare che seguono, l'equipaggio dell'Enterprise testimonia che la Discovery è stata distrutta nella battaglia e viene poi imposto il silenzio totale al riguardo (su raccomandazione di Spock, per prevenire un altro incidente come quello di Controllo). A Tyler viene poi affidato il comando della Sezione 31. Mesi dopo i fatti, l'Enterprise, al comando di Pike e con Spock ufficiale scientifico, rileva finalmente il settimo segnale prima di impostare la rotta per una nuova avventura.
- Altri interpreti: Yadira Guevara-Prip (Me Hani Ika Hali Ka Po)